# Kovajärvi (sjö i Norra Österbotten, lat 65,83, long 28,78)
Kovajärvi är en sjö i Finland. Den ligger i kommunen Kuusamo i landskapet Norra Österbotten, i den nordöstra delen av landet, 700 km norr om huvudstaden Helsingfors. Kovajärvi ligger 266,6 meter över havet. Den är 5,2 meter djup. Arean är 2,43 kvadratkilometer och strandlinjen är 8,24 kilometer lång. Sjön  ingår i Ijo älvs huvudavrinningsområde. 
I övrigt finns följande vid Kovajärvi:
- Ala-Kuoliojärvi (en sjö)
- Kuoliojärvi (en sjö)
- Vääräjärvi (en sjö)